# 矮人礦坑
矮人礦坑（法語：Saboteur），是一款挖礦為主題的桌遊，由比利时人弗雷德里克·莫耶松設計，並在2004年由桌遊公司Z-Man Games發行。

## 玩法

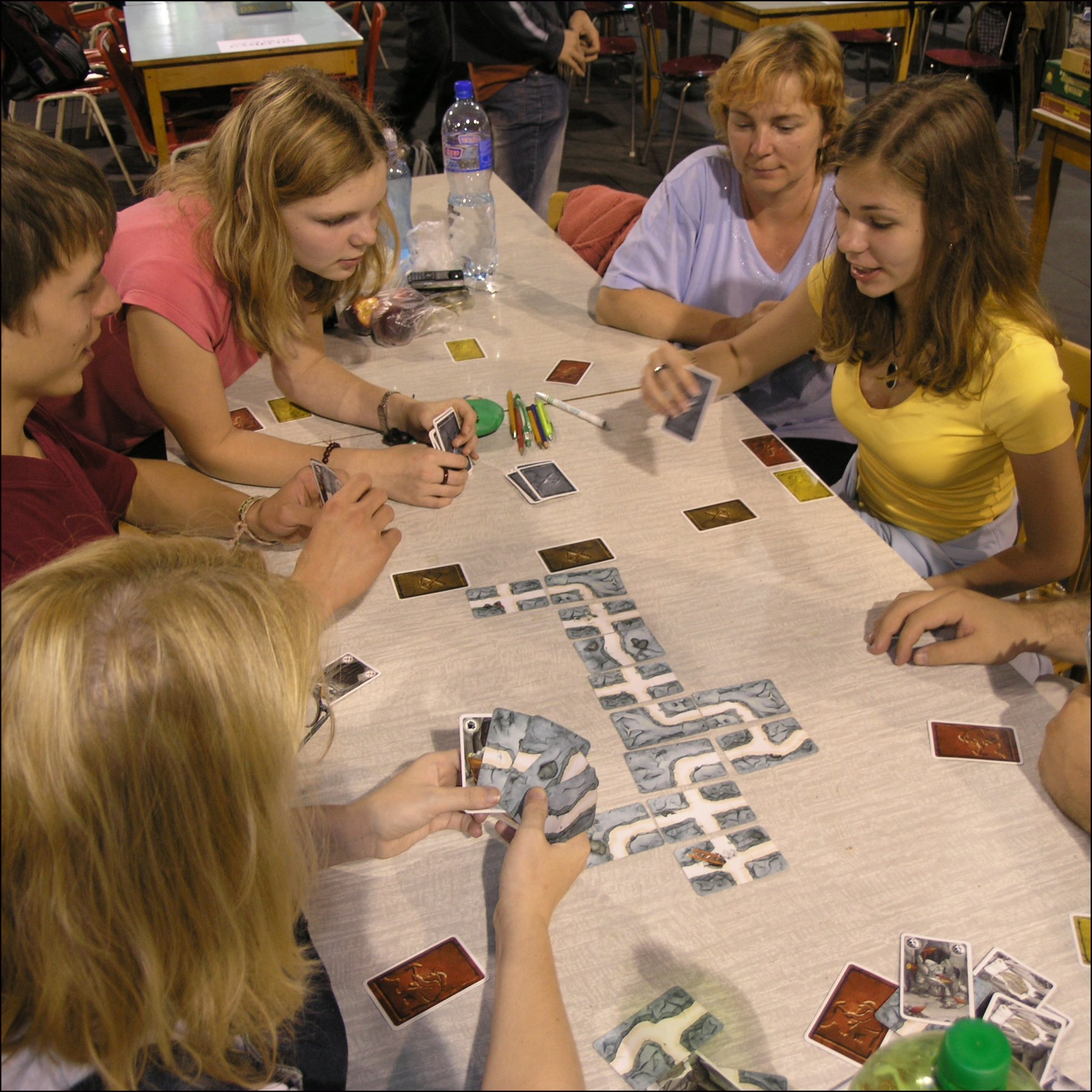
在帕尔杜比采举办的2007年游戏大会（GameCon 2007）上，游戏玩家们正在玩《矮人矿坑》。

支援3到10名玩家遊玩。所有玩家在一開始將被隨機指派為礦工或是壞蛋(礦工與壞蛋的數量將根據下表數量由玩家隨機抽取，多的角色卡將面朝下收回不再使用)，
玩家持有的手牌數將根據人數有所不同：
- 3-5名玩家：6張
- 6-7名玩家：5張
- 8-10名玩家：4張

每位玩家將輪流出牌或是可以選擇棄牌，然後從牌堆抽一張牌。
手牌有分坑道卡與行動卡兩種；新打出的坑道卡只能放在桌面上已經放置的坑道卡旁邊(斜角碰觸不算)、必須至少有一條路徑是可以連回起點的、道路必須都能夠與相鄰坑道卡上的道路相連、所有坑道卡都必須與坑道起點卡的排列方向一致；打出行動卡時要將其面朝上的放在自己或其他玩家面前。
| 玩家人數 | 礦工數 | 壞蛋數 |
| -------- | ------ | ------ |
| 3        | 3      | 1      |
| 4        | 4      | 1      |
| 5        | 4      | 2      |
| 6        | 5      | 2      |
| 7        | 5      | 3      |
| 8        | 6      | 3      |
| 9        | 7      | 3      |
| 10       | 7      | 4      |